# 笠泽之战
笠泽之战，發生於前478年（周敬王四十二年、鲁哀公十七年、吴王夫差十八年、越王勾践十九年），越国军队在笠泽（《国语》作囿，今江苏省苏州市吴江区）击败吴国的作战。
前494年，夫椒之战，越国被吴国击败，勾践成为吴国奴仆。后来，夫差放归勾践，勾践卧薪尝胆，立志灭吴。前482年，越国趁吴国至北方与晋国举行黄池会盟之机，出兵袭击吴国，俘虏吴国太子友。前478年，吴国饥荒，勾践于是采纳文种的意见，再次伐吴。战前，勾践号召士卒“明赏罚、备战具、严军纪”，独子和体弱者免于兵役，兄弟二人以上，留一人在家奉养父母。三月，勾践发兵进攻吴国，夫差发兵在笠泽抵御，隔着笠泽江摆开阵势。勾践将越军编成左右两支部队，让他们在夜里忽左忽右，击鼓呐喊前进。吴军分兵抵御。勾践带领三军偷渡，对准吴国的中军击鼓进攻。吴军大乱，于是越军打败了吴军。再战于没，三战于郊，都获得胜利。吴国已经无力抗击越国，五年后，越灭吴。